# Rudíkovy
Rudíkovy (německy Reigelsdorf, polsky Rudzikowy) je vesnice, která je částí obce Třemešná v okrese Bruntál. Stavebně navazuje na jižní konec Třemešné. Prochází tudy silnice I/57.
Rudíkovy je také název katastrálního území o rozloze 2,51 km2.

## Historie
Původně součást slezského Krnovského knížectví, od roku 1625 součást panství Albrechtice, povýšeného roku 1716 na stavovské panství.

### Vývoj počtu obyvatel
Počet obyvatel Rudíkov (Starých i Nových) podle sčítání nebo jiných úředních záznamů:
| Rok            | 1869 | 1880 | 1890 | 1900 | 1910 | 1921 | 1930 | 1950 | 1961 | 1970 | 1980 | 1991 | 2001 |
| -------------- | ---- | ---- | ---- | ---- | ---- | ---- | ---- | ---- | ---- | ---- | ---- | ---- | ---- |
| Počet obyvatel | 558  | 501  | 510  | 436  | 388  | 376  | 346  | 270  | 257  | 233  | 178  | 133  | 124  |

1. ↑  z toho: 0 Čechoslováků, 337 Němců; 302 řím. kat., 41 evang., 1 bez vyzn.

V Rudíkovech je evidováno 73 adres, vesměs čísla popisná (trvalé objekty). Při sčítání lidu roku 2001 zde bylo napočteno 68 domů, z toho 43 trvale obydlených.

## Galerie

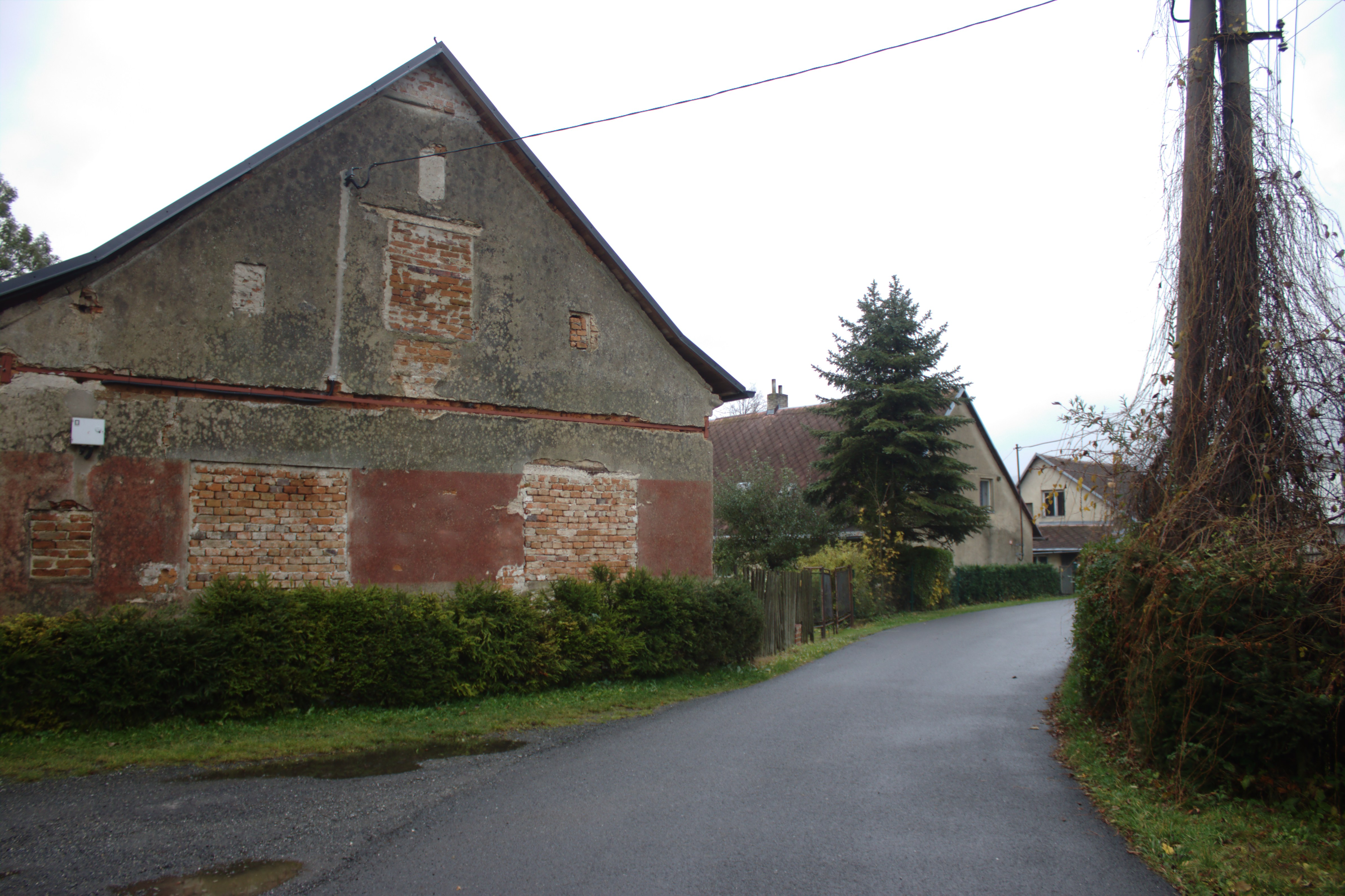
Zazděný štít
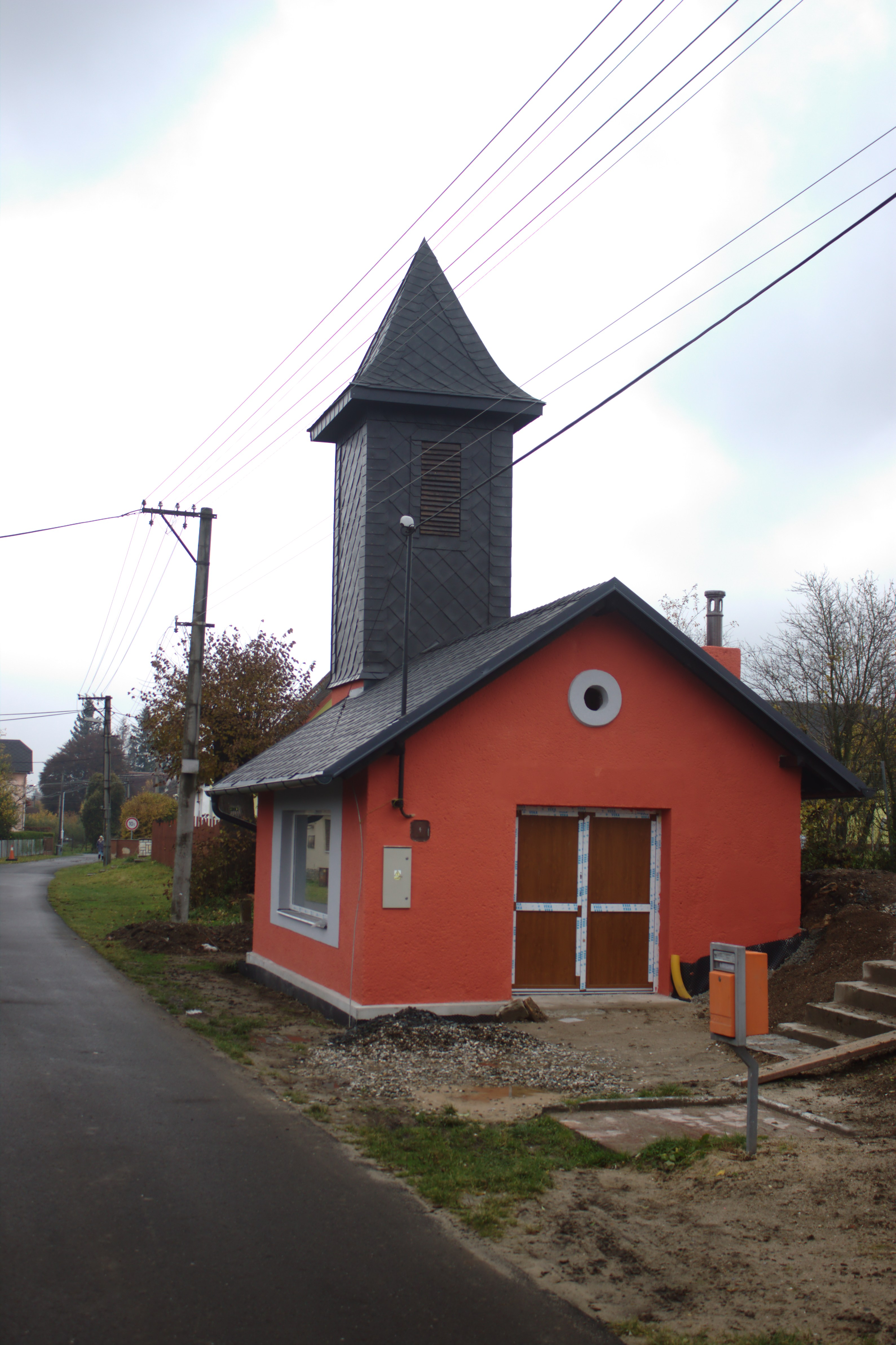
Požární zbrojnice
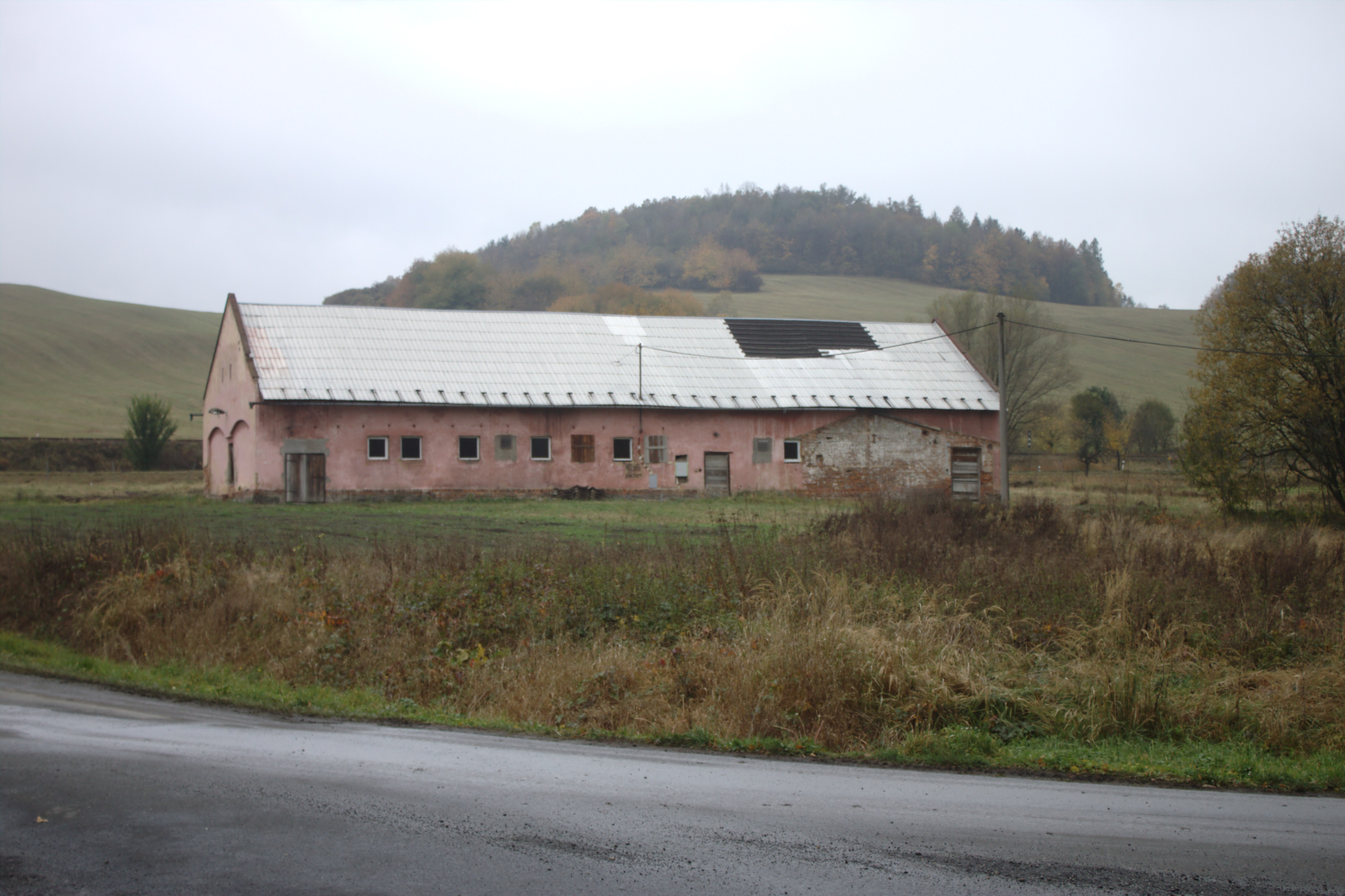
Hospodářský objekt